# Ionisationspuffer
Ionisationspuffer (auch als Ionisationshemmer bezeichnet) sind chemische Verbindungen, die bei der Flammenatomabsorptionsspektroskopie verwendet werden, um die Ionisation des Analyten in der Flamme zu verhindern. Diese ist unerwünscht, da der Analyt als Atomdampf vorliegen soll. Zum Einsatz kommen Salze der Alkalimetalle geringer Ionisierungsenergie wie z. B. Caesiumchlorid oder Kaliumchlorid, die durch den von ihrer Ionisation hervorgerufenen Elektronenüberschuss die Ionisation des Analyten mit höherer Elektronenaffinität vermindern.